# Sideritis syriaca
La stregonia siciliana (Sideritis syriaca L.) è una pianta appartenente alla famiglia delle Lamiaceae.

## Descrizione
È una pianta perenne, suffruticosa, a portamento arbustivo, con fusto legnoso, alta circa 40 cm. 
Le foglie sono oblanceolate-spatolate. 
Fiorisce tra maggio e luglio; i fiori sono ermafroditi, con una corolla gialla. L'impollinazione è entomofila.

## Distribuzione e habitat
La specie è nativa dei paesi del mediterraneo orientale: Albania, Siria, Turchia, Grecia (compresa Creta).
In Italia è diffusa in Umbria, Marche, Lazio, Abruzzo, Molise, Campania, Puglia, Basilicata, Calabria e Sicilia (sulle Madonie).
Cresce tra i 1500m e i 1900m, in ambienti di gariga o di prateria mediterranea.
Predilige esposizioni soleggiate e terreni calcareo-sabbiosi ben drenati.

## Usi
In Grecia è utilizzata per preparare una tisana chiamata "tsai tu vunú" (τσάι του βουνού), tè di montagna. Viene anche utilizzata in Albania conosciuta con il nome di çaj mali (pronuncia: ciai mali), tè di montagna, in Macedonia ed in Bulgaria. In inglese è conosciuta anche come shepherd's tea, il tè dei pastori. È utilizzata come infuso per decongestionare. È ottima per alleviare sinusiti, raffreddori, calmare la tosse ed è un ottimo integratore di ferro.
Si prendono 2/3 pezzettini di erba, e li si cuoce in acqua bollente per 2-3 minuti. In alternativa ci si versa sopra dell'acqua bollente e si lascia in infusione nella tazza coperta per 10 minuti. È ottimo sia caldo che freddo.
Questa pianta è mellifera ed è bottinata dalle api da cui si può ottenere del miele, talvolta si ha uniflorale ma molto raramente per la ristrettezza dell'habitat della pianta.